# ایوا زانیکی
ایوا زانیکی (انگلیسی: Iva Zanicchi؛ زادهٔ ۱۸ ژانویهٔ ۱۹۴۰) خواننده پاپ اهل ایتالیا است. وی از سال ۱۹۶۳ میلادی تاکنون مشغول فعالیت بوده‌است.
وی به عنوان نماینده کشور ایتالیا در مسابقه آواز یوروویژن ۱۹۶۹ شرکت داشته‌است. از فیلم‌های او می‌توان به کاپوت موندی و کاترینا و دخترانش اشاره کرد.